# Ларкана
Ларкана (на урду: لاڑکانہ, на синдхи: لاڙڪاڻو, [laːɽkaːnoː]) е град в Централен Пакистан, Провинция Синд. Административен център на Окръг Ларкана. През 2013 г. градът има 325 151 жители. През 2015 г. градът е ударен от гореща вълна, при която температурата достига 49 °C.

## Население
Броят на жителите:

## Личности

### Родени в града
- Зулфикар Али Бхуто – президент на Пакистан (1971–1973) и първият министър-председател на страната (1973–1977)
- Ехсан Сегал – писател, журналист